# 大天津都市计划
大天津都市计划是侵华日军占领天津后在《天津市都市计划大纲》的基础上颁布的天津特别市的城市规划方案，提出将天津与塘沽合而为一。